# Cephaloleia sagittifera
Cephaloleia sagittifera es un coleóptero de la familia Chrysomelidae.
Fue descrita científicamente en 1939 por Uhmann.